# 丹尼爾·約翰斯頓
丹尼爾·戴爾·約翰斯頓（英語：Daniel Dale Johnston，1961年1月22日—2019年9月11日）是一位美國創作歌手和視覺藝術家，他被認為是圈外人音樂、低傳真度音樂和另類搖滾界中舉足輕重的人物。他絕大多數的作品都是在自宅以卡式錄音帶自行錄製的，而他的音樂因其「純粹」且「童趣」的特質而經常被引用。
約翰斯頓生命中有很長一段時光都在精神病院中度過，而他也被診斷出患有躁鬱症並為其所困。1980年代，他在德克薩斯州奧斯丁的麥當勞工作，閒餘時則發送錄有自創音樂的錄音帶，因而在當時吸引當地不少支持者，在超脫樂團主唱寇特·柯本穿著印有約翰斯頓1983年專輯《嗨，你好嗎》封面的T恤的形象被大眾所知後，約翰斯頓在非主流音樂界的地位更上一層樓。
除了音樂以外，約翰斯頓還是位視覺藝術家，他的插畫作品已被展示在世界各地的許多畫廊之中。而他與精神疾病對抗的過程，也在2005年被拍成紀錄片《魔鬼與約翰斯頓》。約翰斯頓在2019年過世，死因疑似為心臟病發作。

## 早年
約翰斯頓生於加利福尼亞州沙加緬度，在西維吉尼亞州新坎伯蘭縣 (西維吉尼亞州)成長。其雙親為威廉·戴爾·「比爾」·約翰斯頓（1922年生，2017年歿）和梅貝爾·露絲·沃伊爾絲·約翰斯頓（1923年生，2010年歿），是五個孩子中最小的。打從1970年代末起，約翰斯頓就靠著一台59美元的三洋單聲道錄音機錄製自己的音樂，形式包括歌唱、演奏鋼琴及和弦風琴。從橡樹格倫高中畢業後，約翰斯頓在德州的阿比林基督大學待了幾個星期，接著就退學了。後來，他參與肯特州立大學東利物浦校區的藝術企劃，期間錄製了《痛苦之歌》和《更多痛苦之歌》。

## 事業

### 1980年代至1990年代
當約翰斯頓搬到德克薩斯州奧斯丁後，他開始習慣性地向他認識的人發送自己錄製的錄音帶，並因此吸引許多追隨者，更因此引起媒體關注。他的現場演出備受關注和期待，他在當地的知名度及地位逐漸提高，使得音樂電視網節目《The Cutting Edge》在1985年播出的一集節目中介紹了他的音樂，節目中給他的頭銜是來自奧斯丁「新真誠」的音樂表演家。
1988年，約翰斯頓造訪紐約市，與音樂製作人馬克·克萊默一起在克萊默的噪音紐約工作室錄製唱片《1990》。這是約翰斯頓第一次在專業的錄音環境中製作音樂，距離他當年頭一次發送自製的卡式錄音帶的日子，已經經歷了十年之久。在製作完《1990》之後，他的心理健康狀況進一步惡化，1989年，約翰斯頓和Half Japanese樂團的歌手杰德·菲爾合作發行專輯《It's Spooky》
1990年，約翰斯頓在奧斯丁的音樂節上演出，結束後準備回到西維吉尼亞。他在回程時搭乘他父親駕駛的雙人座私人飛機，期間思覺失調症狀發作，讓約翰斯頓相信自己是鬼馬小精靈，他把飛機的鑰匙拔下並扔到外面。所幸他的父親比爾是前美國空軍飛行員，儘管「下方除了樹之外還是樹」，比爾還是成功地讓飛機迫降，雖然飛機被毀了，但父子倆只受了輕傷，由於此一事件，約翰斯頓被非自願地送到精神病院。
在音樂記者艾佛里特·真實拍下了超脫樂團主唱寇特·柯本穿著印有約翰斯頓1983年專輯《嗨，你好嗎》封面圖片的T恤後，大眾對約翰斯頓的興趣也增加不少，寇特·柯本在1993年的日記中提到自己最喜歡的專輯是《Yip/Jump Music》。儘管約翰斯頓身在精神病院之中，但還是有許多公司想簽下他，他回絕厄勒克特拉唱片的合約，因為金屬製品也在該公司旗下，而他堅信金屬製品的成員都像撒但一樣會傷害他，而這段期間，他還解雇了長期擔任自己經紀人的傑夫·塔塔科夫（Jeff Tartakov）。最後他在1994年2月與大西洋唱片簽約，在9月發行《Fun》，該專輯的製作人為屁眼衝浪者的保羅·利里。此專輯在商業上並未成功，1996年6月，大西洋唱片解除了與約翰斯頓的合約。

約翰斯頓的壁畫《嗨，你好嗎？》，位在德克薩斯州奧斯丁。

1993年，德克薩斯州奧斯丁的Sound Exchange唱片行委請約翰斯頓畫一張壁畫，主題是《嗨，你好嗎？》專輯封面上的青蛙（此蛙又稱「Jeremiah the Innocent」），2003年，唱片行關門大吉，該建築物也一直空置，直到2004年，美國一家連鎖墨西哥燒烤品牌Baja Fresh取得所有權，並決定拆除畫有該壁畫的牆，在當地民眾說服分店經理後，該店決定保留壁畫的完整性。2018年，該建物開設了一家泰式餐廳，餐廳名為「Thai, How Are You」（泰，你好啊），餐廳在2020年1月歇業，而該建物也閒置至今。

### 2000年代
2004年，約翰斯頓發行了雙碟專輯《The Late Great Daniel Johnston: Discovered Covered》，首張唱片為翻唱其它藝術家的歌曲，對象包括湯姆·威茲、貝克、電視電台樂團、杰德·菲爾、Eels、明眸樂團、卡爾文·詹森、俏妞的死亡計程車、Sparklehorse、水星逆轉、烈火紅唇和星光薄荷，第二張唱片收錄約翰斯頓創作的歌曲。2005年，德克薩斯州的劇院公司煉獄新郎製作公司獲得了Multi-Arts Production基金會的贊助，與約翰斯頓合作，以他的音樂製作了一齣搖滾歌劇《Speeding Motorcycle》。

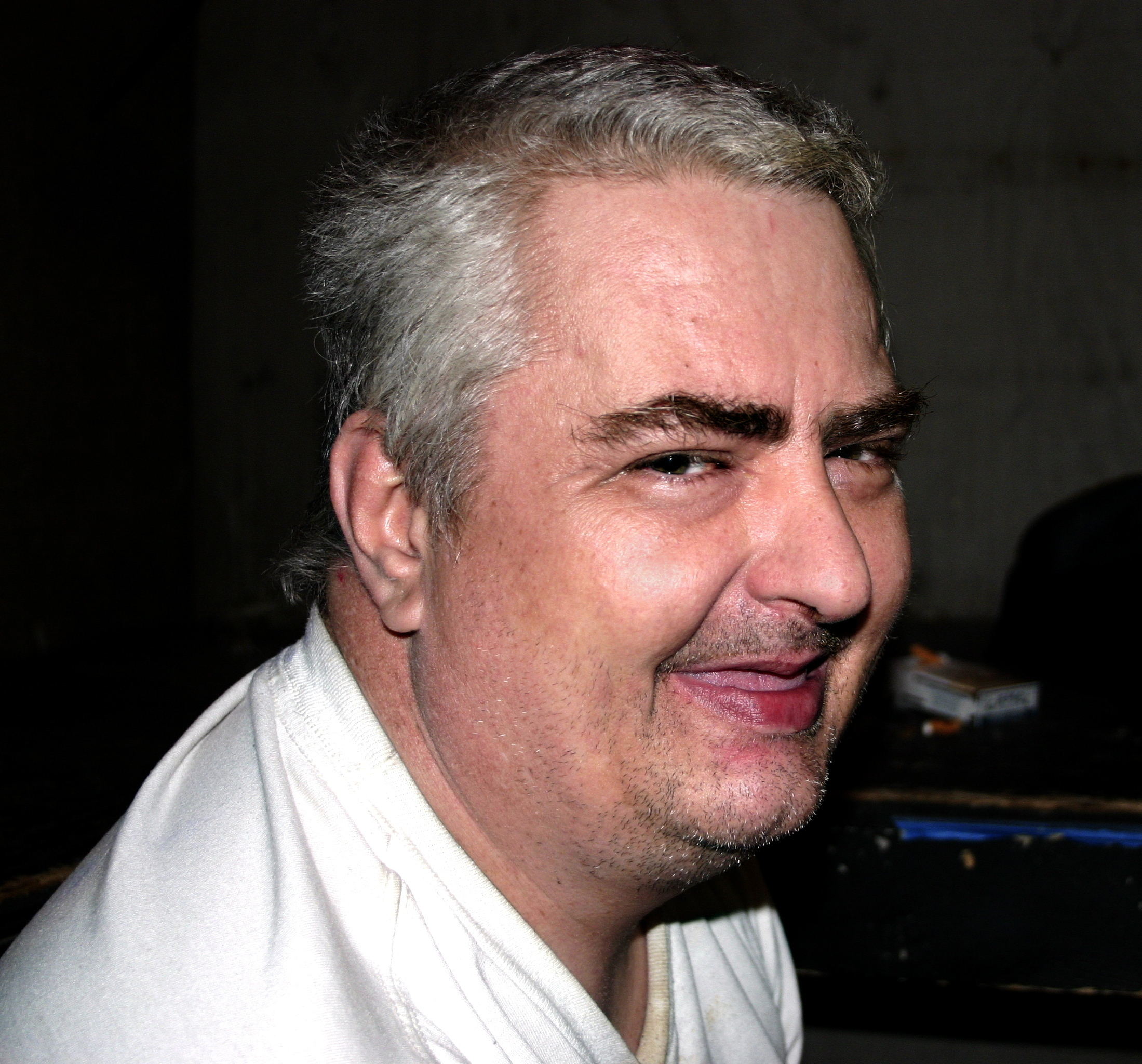
丹尼爾·約翰斯頓，攝於2006年。

2006年，電影導演傑夫·費爾傑發行了紀錄片《魔鬼與約翰斯頓》，此片製作時間長達四年，整理了約翰斯頓（在某些情況下也包括其他人）多年來錄製的大量紀錄，也描述他的生活及音樂。此電影在2005年的日舞影展中獲得導演獎，並獲得一片好評。電影還啟發了人們對於約翰斯頓的作品的興趣，也增加了他作為巡迴演出的藝術家的聲望。2006年，約翰斯頓的唱片公司Eternal Yip Eye Music發行了他的首張唱片合輯《Welcome to My World》。
往後幾年之間，約翰斯頓在世界各地頻繁地巡迴演出，持續引起媒體關注。他的作品曾於2006年和2008年在倫敦的水族館畫廊、紐約的克萊門汀畫廊、利物浦雙年展等場地中展出，2009年，他的作品在沙加緬度的邊緣畫廊「愛的博物館」展出。2008年，約翰斯頓的哥哥兼經紀人狄克·約翰斯頓表示「有部關於約翰斯頓在生活與音樂方面的電影，預定在2011年發行」，他還表示與匡威展開合作，將推出丹尼爾·約翰斯頓的簽名鞋系列。只是過沒多久，狄克·約翰斯頓就表示匡威終止了該項企畫。2008年初，限量發行了一款四色的Jeremiah the Innocent小塑像，下半年，Adjustable製作公司發行約翰斯頓首張音樂會DVD《天使與丹尼爾·約翰斯頓 - 聯合教堂演唱會》，收錄他在2007年7月12日於伊斯靈頓協和禮拜堂的演出。

2009年10月6日，Eternal Yip Eye Music發行了《Is and Always Was》，2009年，所有明天的派對音樂節官方宣布，馬特·格朗寧選擇約翰斯頓參加他在2010年5月於英格蘭邁恩黑德策畫的音樂節活動，同年，Dr. Fun Fun和Smashing Studios聯合開發了一款運行於iPhone的第三人稱平台遊戲《嗨，你好嗎》，此遊戲的機制類似1981年的街機遊戲《青蛙過河》，並使用了約翰斯頓的音樂和畫作。儘管約翰斯頓不欣賞iPhone，但他還是在遊戲開發期間參與試玩，也表示自己喜歡這款遊戲。

### 2010年代
2012年3月13日，約翰斯頓在西南偏南發行了他的首部漫畫書《Space Ducks – An Infinite Comic Book of Musical Greatness》，該書由Boom!工作室出版。此書與他的專輯《Space Ducks》及一款iOS應用程式緊密關聯。約翰斯頓和Supreme公司合作，推出許多印有他的畫作的服裝和各種配件。
2012年3月1日，布魯克林的攝影師金正宣布將與約翰斯頓一起展開巡迴展覽計畫，計畫名稱為「丹尼爾·約翰斯頓：登場」，這項合作計畫始於2008年，當時金正在德克薩斯州沃勒初次見到並開始拍攝約翰斯頓，而約翰斯頓正在回家的路上。2013年3月13日，與此計畫相關的攝影集付梓，書中包含有關約翰斯頓這五年來的資料。在西南偏南音樂節的開幕式中，由前水星逆轉成員傑森·賽巴斯汀·盧索率領了一齣表演，特別向約翰斯頓致敬。第二場展出於2013年5月和6月在倫敦舉行，約翰斯頓在該場展出中進行特別演出，而英國團體Charlie Boyer and the Voyeurs和悲鳴樂團成員斯特凡·海爾普林進行致敬演出。
之後展覽移師紐約市，2013年10月10日，形而上合唱團的傑森·皮爾斯主持展覽開幕典禮，傑森·皮爾斯和The Swell Season兼The Frames成員格倫·韓薩進行致敬演出。
2015年11月，《嗨，你好嗎丹尼爾·約翰斯頓》發行，這是部關於約翰斯頓生活的簡短紀錄片，片中由《阿奇最終計畫》的加百列禮拜日飾演1983年的約翰斯頓，而約翰斯頓本人飾演2015年的他自己。此片的執行製作人包括拉娜·德芮和麥克·米勒。
2017年7月，約翰斯頓宣布將不再進行現場演出，並在該年秋季進行了五日的告別巡迴演出。在巡迴演出的每一站，約翰斯頓都會和受他音樂影響的樂團合作演出：在紐奧良是典藏大廳爵士樂團、在費城是區域樂團和現代棒球樂團、在芝加哥是和傑夫·特維迪合作，在波特蘭和溫哥華是和殺戮工具合唱團合作。

## 逝世
2019年，約翰斯頓因原因不明的腎臟問題而住院，在他出院後的隔日，9月11日，他被發現逝世於德克薩斯州沃勒的自宅中，死因疑為心臟病發作，死亡時間推測為10日或11日的深夜。

## 音樂作品
錄音室專輯
- 《痛苦之歌（英语：Songs of Pain）》 (1981)
- 《別害怕（英语：Don't Be Scared）》 (1982)
- 《The What of Whom（英语：The What of Whom）》 (1982)
- 《更多痛苦之歌（英语：More Songs of Pain）》 (1983)
- 《Yip/Jump Music（英语：Yip/Jump Music）》 (1983)
- 《嗨，你好嗎（英语：Hi, How Are You）》(1983)
- 《Retired Boxer（英语：Retired Boxer）》 (1984)
- 《Respect（英语：Respect (Daniel Johnston album)）》

(1985)
- 《Continued Story with Texas Instruments（英语：Continued Story with Texas Instruments）》 (1985)，和Texas Instruments合作
- 《耶誕快樂（英语：Merry Christmas (Daniel Johnston album)）》 (1988)
- 《It's Spooky（英语：It's Spooky）》 (1989)，和杰德·菲爾（英语：Jad Fair）合作
- 《1990（英语：1990 (Daniel Johnston album)）》 (1990)
- 《藝術之聲（英语：Artistic Vice）》 (1991)
- 《Fun（英语：Fun (album)）》 (1994)
- 《 Rejected Unknown（英语：Rejected Unknown）》 (2001)
- 《The Lucky Sperms: Somewhat Humorous》(2001)，和杰德·菲爾合作
- 《Fear Yourself（英语：Fear Yourself）》 (2003)
- 《失物招領（英语：Lost and Found (Daniel Johnston album)）》 (2006)
- 《Is and Always Was（英语：Is and Always Was）》 (2009)
- 《Beam Me Up!（英语：Beam Me Up!）》 (2010)，和Beam合作
- 《Space Ducks（英语：Space Ducks）》 (2012)

## 外部連結

### 官方
- Hi How Are You: Daniel Johnston's official website （页面存档备份，存于）
- Daniel Johnston's official fan website （页面存档备份，存于）
- Daniel Johnston's digital download site （页面存档备份，存于）

### 其它
- Daniel Johnston在互联网电影资料库（IMDb）上的資料（英文）
- New York Times article on Daniel Johnston (Feb 2006)
- Daniel Johnston on MusicAustin
- Secret Tones review of The Devil and Daniel Johnston (by John Barron) （页面存档备份，存于）
- "Songs of Pain" interview with Daniel Johnston (Apr. 2008) （页面存档备份，存于） on MonsterFresh.com
- Daniel Johnston, Paris, 2007
- Exclusive Images of unreleased Daniel Johnston signature model Converse （页面存档备份，存于）
- Feature on Daniel Johnston in German magazine ZOO, Summer 2005
- "Coloring Daniel Johnston" (Jan. 2012), a tribute to Daniel Johnston from Spanish bands （页面存档备份，存于）